# Culex machadoi
Culex machadoi is een muggensoort uit de familie van de steekmuggen (Culicidae). De wetenschappelijke naam van de soort is voor het eerst geldig gepubliceerd in 1978 door da Silva Mattos, da Silveira Guedes & Xavier.